# Threticus arvernicus
Threticus arvernicus är en tvåvingeart som beskrevs av Vaillant 1972. Threticus arvernicus ingår i släktet Threticus och familjen fjärilsmyggor. Inga underarter finns listade i Catalogue of Life.